# Campeonato Mundial de Patinação Artística no Gelo de 1972
O Campeonato Mundial de Patinação Artística no Gelo de 1972 foi a sexagésima segunda edição do Campeonato Mundial de Patinação Artística no Gelo, um evento anual de patinação artística no gelo organizado pela União Internacional de Patinação (em inglês:  International Skating Union) onde os patinadores artísticos competem pelo título de campeão mundial. A competição foi disputada entre os dias 7 de março e 11 de março, na cidade de Calgary, Alberta, Canadá.

## Eventos
- Individual masculino
- Individual feminino
- Duplas
- Dança no gelo

## Medalhistas
| Evento                        | Ouro                                                      | Prata                                                 | Bronze                                           |
| Individual masculino detalhes | Ondrej Nepela · Tchecoslováquia                           | Sergei Chetverukhin · União Soviética                 | Vladimir Kovalev · União Soviética               |
| Individual feminino detalhes  | Beatrix Schuba · Áustria                                  | Karen Magnussen · Canadá                              | Janet Lynn · Estados Unidos                      |
| Duplas detalhes               | Irina Rodnina · Alexei Ulanov · União Soviética           | Liudmila Smirnova · Andrei Suraikin · União Soviética | JoJo Starbuck · Kenneth Shelley · Estados Unidos |
| Dança no gelo detalhes        | Liudmila Pakhomova · Alexander Gorshkov · União Soviética | Angelika Buck · Erich Buck · Alemanha Ocidental       | Judy Schwomeyer · James Sladky · Estados Unidos  |

## Resultados

### Individual masculino
| Pos.              | Nome                 | Nacionalidade      | Pontos |
| ----------------- | -------------------- | ------------------ | ------ |
| Medalha de ouro   | Ondrej Nepela        | Tchecoslováquia    | 9      |
| Medalha de prata  | Sergei Chetverukhin  | União Soviética    | 19     |
| Medalha de bronze | Vladimir Kovalev     | União Soviética    | 34     |
| 4                 | John Misha Petkevich | Estados Unidos     | 39     |
| 5                 | Toller Cranston      | Canadá             | 46     |
| 6                 | Jan Hoffmann         | Alemanha Oriental  | 57     |
| 7                 | Kenneth Shelley      | Estados Unidos     | 67     |
| 8                 | Gordon McKellen Jr.  | Estados Unidos     | 69     |
| 9                 | John Curry           | Reino Unido        | 70     |
| 10                | Sergei Volkov        | União Soviética    | 86     |
| 11                | Jacques Mrozek       | França             | 100    |
| 12                | Zdeněk Pazdírek      | Tchecoslováquia    | 116    |
| 13                | Didier Gailhauguet   | França             | 116    |
| 14                | Josef Schneider      | Áustria            | 128    |
| 15                | Yutaka Higuchi       | Japão              | 136    |
| 16                | Josef Zidek          | Tchecoslováquia    | 141    |
| 17                | Stefano Bargauan     | Itália             | 144    |
| 18                | Harald Kuhn          | Alemanha Ocidental | 166    |
| 19                | Pekka Leskinen       | Finlândia          | 167    |
| WD                | Haig Oundjian        | Reino Unido        | —      |

### Individual feminino
| Pos.              | Nome                | Nacionalidade      | Pontos |
| ----------------- | ------------------- | ------------------ | ------ |
| Medalha de ouro   | Beatrix Schuba      | Áustria            | 13     |
| Medalha de prata  | Karen Magnussen     | Canadá             | 16     |
| Medalha de bronze | Janet Lynn          | Estados Unidos     | 25     |
| 4                 | Zsuzsa Almássy      | Hungria            | 37     |
| 5                 | Sonja Morgenstern   | Alemanha Oriental  | 52     |
| 6                 | Jean Scott          | Reino Unido        | 57     |
| 7                 | Dorothy Hamill      | Estados Unidos     | 62     |
| 8                 | Suna Murray         | Estados Unidos     | 74     |
| 9                 | Cathy Lee Irwin     | Canadá             | 81     |
| 10                | Christine Errath    | Alemanha Oriental  | 79     |
| 11                | Ludmila Bezáková    | Tchecoslováquia    | 102    |
| 12                | Karin Iten          | Suíça              | 118    |
| 13                | Gerti Schanderl     | Alemanha Ocidental | 119    |
| 14                | Cinzia Frosio       | Itália             | 120    |
| 15                | Daria Prychun       | Canadá             | 127    |
| 16                | Marie-Claude Bierre | França             | 146    |
| 17                | Dianne de Leeuw     | Países Baixos      | 151    |
| 18                | Myung Su Chang      | Coreia do Sul      | 169    |
| 19                | Sharon Burley       | Austrália          | 175    |
| 20                | Shuko Takeyama      | Japão              | 178    |
| 21                | Marina Sanaya       | União Soviética    | 178    |

### Duplas
| Pos.              | Nome                                 | Nacionalidade      | Pontos |
| ----------------- | ------------------------------------ | ------------------ | ------ |
| Medalha de ouro   | Irina Rodnina / Alexei Ulanov        | União Soviética    | 9      |
| Medalha de prata  | Liudmila Smirnova / Andrei Suraikin  | União Soviética    | 21.5   |
| Medalha de bronze | JoJo Starbuck / Kenneth Shelley      | Estados Unidos     | 28.5   |
| 4                 | Manuela Groß / Uwe Kagelmann         | Alemanha Oriental  | 38     |
| 5                 | Almut Lehmann / Herbert Wiesinger    | Alemanha Ocidental | 42     |
| 6                 | Irina Cherniaeva / Vasili Blagov     | União Soviética    | 55     |
| 7                 | Annett Kanzy / Axel Salzmann         | Alemanha Oriental  | 70     |
| 8                 | Sandra Bezic / Val Bezic             | Canadá             | 68     |
| 9                 | Melissa Militano / Mark Militano     | Estados Unidos     | 76     |
| 10                | Corinna Halke / Eberhard Rausch      | Alemanha Ocidental | 95     |
| 11                | Mary Petrie / John Hubbell           | Canadá             | 106    |
| 12                | Grażyna Osmańska / Adam Brodecki     | Polônia            | 102    |
| 13                | Gabriele Cieplik / Reinhard Ketterer | Alemanha Ocidental | 114    |
| 14                | Barbara Brown / Douglas Berndt       | Estados Unidos     | 123    |
| 15                | Linda Connolly / Colin Taylforth     | Reino Unido        | 132    |

### Dança no gelo
| Pos.              | Nome                                    | Nacionalidade      | Pontos |
| ----------------- | --------------------------------------- | ------------------ | ------ |
| Medalha de ouro   | Liudmila Pakhomova / Alexander Gorshkov | União Soviética    | 14     |
| Medalha de prata  | Angelika Buck / Erich Buck              | Alemanha Ocidental | 17     |
| Medalha de bronze | Judy Schwomeyer / James Sladky          | Estados Unidos     | 24     |
| 4                 | Janet Sawbridge / Peter Dalby           | Reino Unido        | 38     |
| 5                 | Tatiana Voitiuk / Viacheslav Zhigalin   | União Soviética    | 46     |
| 6                 | Hilary Green / Glyn Watts               | Reino Unido        | 50     |
| 7                 | Anne Millier / Harvey Millier III       | Estados Unidos     | 67     |
| 8                 | Elena Zharkova / Gennadi Karponosov     | União Soviética    | 75     |
| 9                 | Louise Soper / Barry Soper              | Canadá             | 80     |
| 10                | Mary Karen Campbell / Johnny Johns      | Estados Unidos     | 91     |
| 11                | Diana Skotnická / Martin Skotnický      | Tchecoslováquia    | 99     |
| 12                | Anne-Claude Wolfers / Roland Mars       | França             | 108    |
| 13                | Teresa Weyna / Piotr Bojańczyk          | Polônia            | 110    |
| 14                | Sylvia Fuchs / Michael Fuchs            | Alemanha Ocidental | 126    |
| 15                | Astrid Kopp / Axel Kopp                 | Alemanha Ocidental | 135    |
| 16                | Keiko Achiwa / Yasuhiro Noto            | Japão              | 144    |

## Quadro de medalhas
| Ordem | País               | Medalha de ouro | Medalha de prata | Medalha de bronze |    | Ordem por total |
| ----- | ------------------ | --------------- | ---------------- | ----------------- | -- | --------------- |
| 1     | União Soviética    | 2               | 2                | 1                 | 5  | 1               |
| 2     | Áustria            | 1               |                  |                   | 1  | 3               |
| 2     | Tchecoslováquia    | 1               |                  |                   | 1  | 3               |
| 4     | Alemanha Ocidental |                 | 1                |                   | 1  | 3               |
| 4     | Canadá             |                 | 1                |                   | 1  | 3               |
| 6     | Estados Unidos     |                 |                  | 3                 | 3  | 2               |
| TOTAL | TOTAL              | 4               | 4                | 4                 | 12 | —               |